# Aeródromo de Los Chiles
El aeródromo de Los Chiles (IATA: LSL, OACI: MRLC) es un aeródromo costarricense situado en Los Chiles en la provincia de Alajuela. La pista de aterrizaje está ubicada en el lado oriental de la ciudad y a tres kilómetros al sureste de la frontera con Nicaragua.
El VOR-DME (Ident: LIB) de Liberia está localizado a 104 kilómetros al oeste-suroeste del aeródromo. La baliza no direccional de Los Chiles (Ident: CHI) está localizada en el campo.